# Horw
Horw är en ort och kommun i distriktet Luzern-Land i kantonen Luzern i Schweiz. Kommunen har 15 475 invånare (2023).
Det är en förortskommun till Luzern. Horw ligger vid Vierwaldstättersjön. Kommunen består förutom huvudorten Horw av orterna Kastanienbaum och St. Niklausen.
En majoritet (91,2 %) av invånarna är tyskspråkiga (2014). 60,1 % är katoliker, 13,2 % är reformert kristna och 26,6 % tillhör en annan trosinriktning eller saknar en religiös tillhörighet (2014).